# Polisportiva Sassari Torres 2005-2006
Questa voce raccoglie le informazioni riguardanti la Polisportiva Sassari Torres nelle competizioni ufficiali della stagione 2005-2006.

## Rosa
| N. |                   | Ruolo | Calciatore          |
| -- | ----------------- | ----- | ------------------- |
|    | Italia (bandiera) | C     | Mattia Altobelli    |
|    | Italia (bandiera) | D     | Giovanni Bartolucci |
|    | Italia (bandiera) | C     | Alessandro Cherchi  |
|    | Italia (bandiera) | D     | Massimo De Martis   |
|    | Italia (bandiera) | C     | Gennaro Esposito    |
|    | Italia (bandiera) | A     | Felice Evacuo       |
|    | Italia (bandiera) | C     | Alessandro Frau     |
|    | Italia (bandiera) | C     | Andrea Ghidini      |
|    | Italia (bandiera) | C     | Stefano Guberti     |
|    | Italia (bandiera) | C     | Andrea Luci         |
|    | Italia (bandiera) | C     | Davide Marchini     |
|    | Italia (bandiera) | D     | Stefano Medda       |
|    | Italia (bandiera) | A     | Massimo Minetti     |

| N. |                     | Ruolo | Calciatore          |
| -- | ------------------- | ----- | ------------------- |
|    | Italia (bandiera)   | D     | Enrico Morello      |
|    | Germania (bandiera) | A     | Vincenzo Palumbo    |
|    | Italia (bandiera)   | D     | Luca Panetto        |
|    | Italia (bandiera)   | C     | Alex Pederzoli      |
|    | Italia (bandiera)   | C     | Simone Pesce        |
|    | Italia (bandiera)   | P     | Salvatore Pinna     |
|    | Italia (bandiera)   | C     | Sebastiano Pinna    |
|    | Italia (bandiera)   | D     | Pierluigi Porcu     |
|    | Italia (bandiera)   | D     | Massimo Russo       |
|    | Italia (bandiera)   | C     | Marco Sanna         |
|    | Italia (bandiera)   | A     | Romano Tozzi Borsoi |
|    | Italia (bandiera)   | D     | Orlando Urbano      |
|    | Italia (bandiera)   | P     | Filippo Zani        |

## Risultati

### Campionato

#### Girone di andata
| 28 agosto 2005 1ª giornata | Torres | 2 – 1 | Gela |  |

| 4 settembre 2005 2ª giornata | Perugia | 0 – 0 | Torres |  |

| 11 settembre 2005 3ª giornata | Torres | 1 – 1 | Manfredonia |  |

| 18 settembre 2005 4ª giornata | Napoli | 0 – 0 | Torres |  |

| 25 settembre 2005 5ª giornata | Lucchese | 2 – 1 | Torres |  |

| 2 ottobre 2005 6ª giornata | Torres | 1 – 0 | Massese |  |

| 9 ottobre 2005 7ª giornata | Lanciano | 1 – 1 | Torres |  |

| 16 ottobre 2005 8ª giornata | Torres | 1 – 1 | Grosseto |  |

| 23 ottobre 2005 9ª giornata | Torres | 1 – 1 | Acireale |  |

| 6 novembre 2005 10ª giornata | Pistoiese | 0 – 0 | Torres |  |

| 13 novembre 2005 11ª giornata | Torres | 4 – 0 | Chieti |  |

| 20 novembre 2005 12ª giornata | Frosinone | 3 – 1 | Torres |  |

| 27 novembre 2005 13ª giornata | Torres | 1 – 1 | Juve Stabia |  |

| 2 dicembre 2005 14ª giornata | Martina | 1 – 0 | Torres |  |

| 11 dicembre 2005 15ª giornata | Torres | 2 – 1 | Pisa |  |

| 15 dicembre 2005 16ª giornata | Sangiovannese | 2 – 4 | Torres |  |

| 21 dicembre 2005 17ª giornata | Torres | 1 – 1 | Foggia |  |

#### Girone di ritorno
| 8 gennaio 2006 18ª giornata | Gela | 1 – 1 | Torres |  |

| 13 gennaio 2006 19ª giornata | Torres | 1 – 0 | Perugia |  |

| 22 gennaio 2006 20ª giornata | Manfredonia | 2 – 3 | Torres |  |

| 29 gennaio 2006 21ª giornata | Torres | 2 – 0 | Napoli |  |

| 5 febbraio 2006 22ª giornata | Torres | 0 – 0 | Lucchese |  |

| 17 febbraio 2006 23ª giornata | Massese | 1 – 1 | Torres |  |

| 24 febbraio 2006 24ª giornata | Torres | 2 – 0 | Lanciano |  |

| 5 marzo 2006 25ª giornata | Grosseto | 2 – 1 | Torres |  |

| 12 marzo 2006 26ª giornata | Acireale | 1 – 1 | Torres |  |

| 19 marzo 2006 27ª giornata | Torres | 1 – 4 | Pistoiese |  |

| 26 marzo 2006 28ª giornata | Chieti | 1 – 1 | Torres |  |

| 2 aprile 2006 29ª giornata | Torres | 0 – 0 | Frosinone |  |

| 9 aprile 2006 30ª giornata | Juve Stabia | 1 – 2 | Torres |  |

| 15 aprile 2006 31ª giornata | Torres | 2 – 1 | Martina |  |

| 23 aprile 2006 32ª giornata | Pisa | 1 – 1 | Torres |  |

| 30 aprile 2006 33ª giornata | Torres | 3 – 0 | Sangiovannese |  |

| 7 maggio 2006 34ª giornata | Foggia | 1 – 1 | Torres |  |